# Gronau
Gronau (pronunciación en alemán: /ˈɡʁoːnaʊ̯/ⓘ) es un municipio situado en el distrito de Hildesheim, en el estado federado de Baja Sajonia (Alemania), a una altitud de 80 metros. Su población a finales de 2016 era de unos 11 000 habitantes y su densidad poblacional, 120 hab/km².
Se encuentra ubicado a poca distancia al sur de la ciudad de Hannover y al oeste de Hildesheim.

## Historia
Gronau fue fundada en una isla fluvial del río Leine alrededor de 1298 por Sigfrido de Querfurt, el entonces obispo de Hildesheim. La ciudad que pertenecía al Principado episcopal de Hildesheim estaba trazada con calles regulares, una muralla con dos puertas y con torres fortificadas.
En 1427 Gronau entró en la Liga hanseática.
La mayor parte de la muralla medieval fue demolida a finales del siglo XVIII. Muchas casas en Gronau fueron destruidas por un incendio en 1795, y a los residentes se les permitió utilizar las piedras de la muralla medieval para reconstruir sus casas.a Por eso se nota piedras de la muralla en las fachadas y en los cimientos de varias casas en el casco histórico de Gronau.
Gronau tenía 1 681 habitantes en 1821 y 2 537 en 1900. Debido a la construcción de la línea ferroviaria de Elze a Bad Salzdetfurth y a la inauguración de una estación ferroviaria en Gronau en 1901 la ciudad experimentó un auge económico. Fueron fundadas varias fábricas. En 1920 el número de habitantes se elevó a 2 663. Fueron incorporados los municipios de Banteln, Betheln, Brüggen, Despetal y Rheden en la ciudad de Gronau en 2016. Así el número de habitantes aumentó a más de 10 000.

## Lugares de interés
El antiguo cementerio judío con 57 tumbas fue fundado en 1819 y utilizado hasta 1934. Fue devastado en 1938 y reconstruido en 1978. El edificio residencial núm. 14 en la calle Südstraße es la anterior sinagoga de Gronau. Dado que la sinagoga, construida alrededor de 1820, estaba en un callejón estrecho rodeada por casas de madera no fue incendiada en la Noche de los cristales rotos del 9 al 10 de noviembre de 1938. Algunos años después fue convertida en un edificio residencial. Lamentablemente no hay ningua placa conmemorativa.
El edificio más marcado de Gronau es la protestante iglesia St. Mattäuskirche, nombrada por Mateo el Evangelista, con su campanario que mide 55 m de altura. Abriga muchas obras de arte en su interior. La pequeña iglesia de San José (St. Josephkirche), construida en 1715, es la barroca iglesia parroquial de la ciudad y al mismo tiempo la iglesia monástica de un monasterio fundado en 1680 de la Orden de Predicadores.
La casa más antigua de Gronau es el Engelbrechtenscher Hof, una casa señorial construida en estilo del renacimiento en 1590 que abriga un museo. Algunas partes de la muralla medieval están conservadas. La Torre inclinada de Gronau construida en el siglo XIV es la única torre fortificada de Gronau que no fue demolida a finales del siglo XVIII ya que sirvió de cárcel en ese tiempo. Se ubican muchas casas con entramado de madera en el casco histórico de Gronau. La Alcaldía construida en 1907, sin embargo, es un edificio de la Gründerzeit.